# Качапоаль (провінція)
Провінція Качапоаль (ісп. Provincia de Cachapoal) — провінція у Чилі у складі області О'Хіггінс. адміністративний центр — Ранкагуа.
Складається із 17 комун.
Територія — 7384,2 км². Населення — 542 901 особа. Густота населення — 73,52 осіб/км².

## Географія
Провінція розташована на північному сході області О'Хіггінс.
Провінція межує:
- на півночі — з провінціями Меліпілья, Майпо та Кордильєра;
- на сході — з провінцією Мендоса (Аргентина);
- на півдні — з провінцією Кольчагуа;
- на заході — з провінцією Карденаль-Каро

## Адміністративний поділ
Провінція складається із 17 комун:

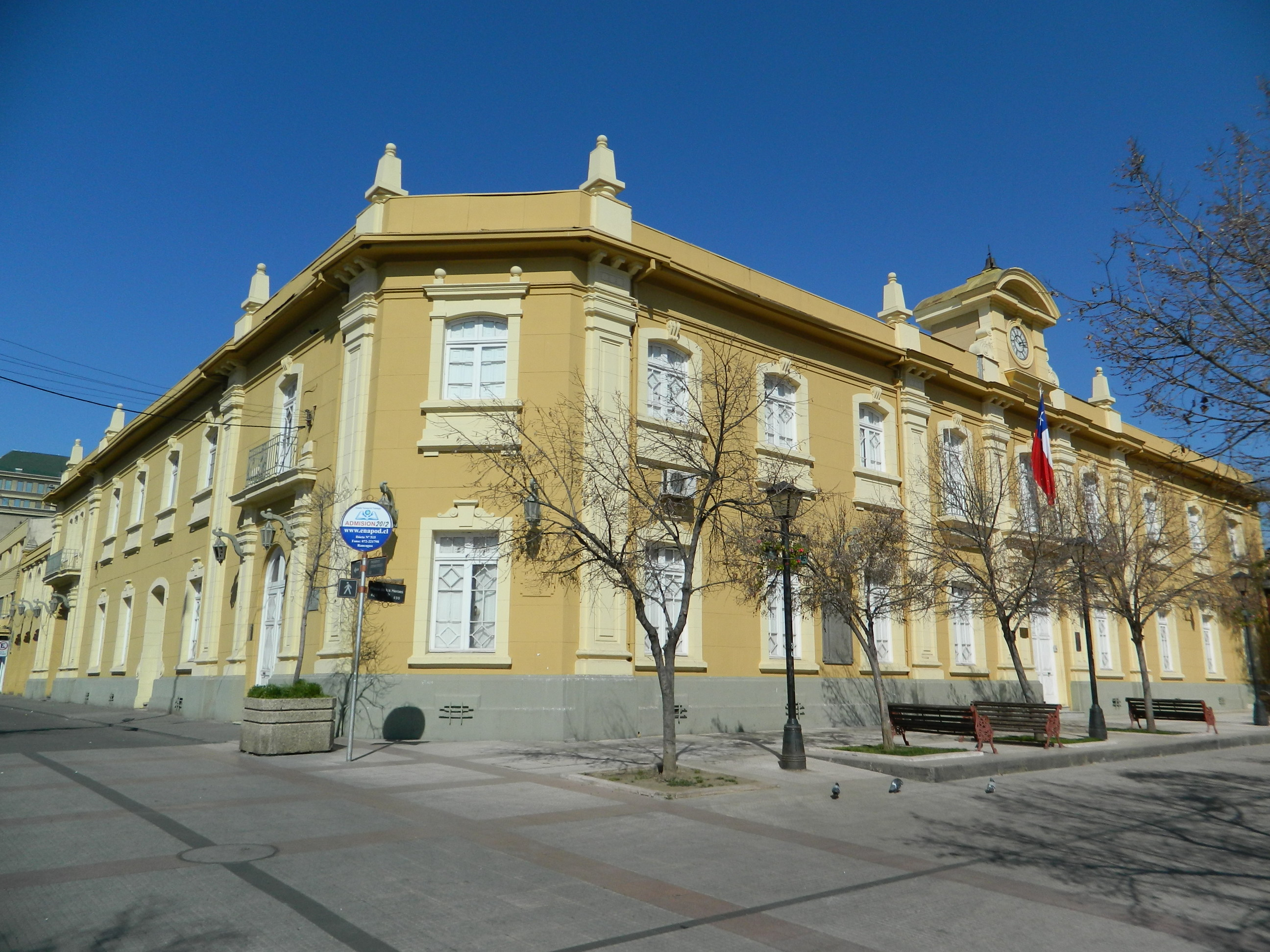
Будівля уряду провінції у місті Ранкагуа.

- Кодегуа. Адміністративний центр — Кодегуа.
- Коїнко. Адміністративний центр — Коїнко.
- Кольтауко. Адміністративний центр — Кольтауко.
- Доньїуе. Адміністративний центр — Доньїуе.
- Гранерос. Адміністративний центр — Гранерос.
- Лас-Кабрас. Адміністративний центр — Лас-Кабрас.
- Мачалі. адміністративний центр — Мачалі.
- Мальйоа. Адміністративний центр — Мальйоа.
- Олівар. Адміністративний центр — Олівар.
- Пеумо. Адміністративний центр — Пеумо.
- Пічидегуа. Адміністративний центр — Пічидегуа.
- Кінта-де-Тількоко. Адміністративний центр — Кінта-де-Тількоко.
- Ранкагуа. Адміністративний центр — Ранкагуа.
- Рекіноа. Адміністративний центр — Рекіноа.
- Ренго. Адміністративний центр — Ренго.
- Мостасаль. адміністративний центр — Мостасаль.
- Сан-Вісенте-де-Тагуа. Адміністративний центр — Сан-Вісенте-де-Тагуа.